# George J. Cox
George J. Cox, avstralski častnik, vojaški pilot in letalski as, * 17. julij 1894, Melbourne.
Nadporočnik Cox je v svoji vojaški karieri dosegel 5 zračnih zmag.